# Reifendruckregelanlage

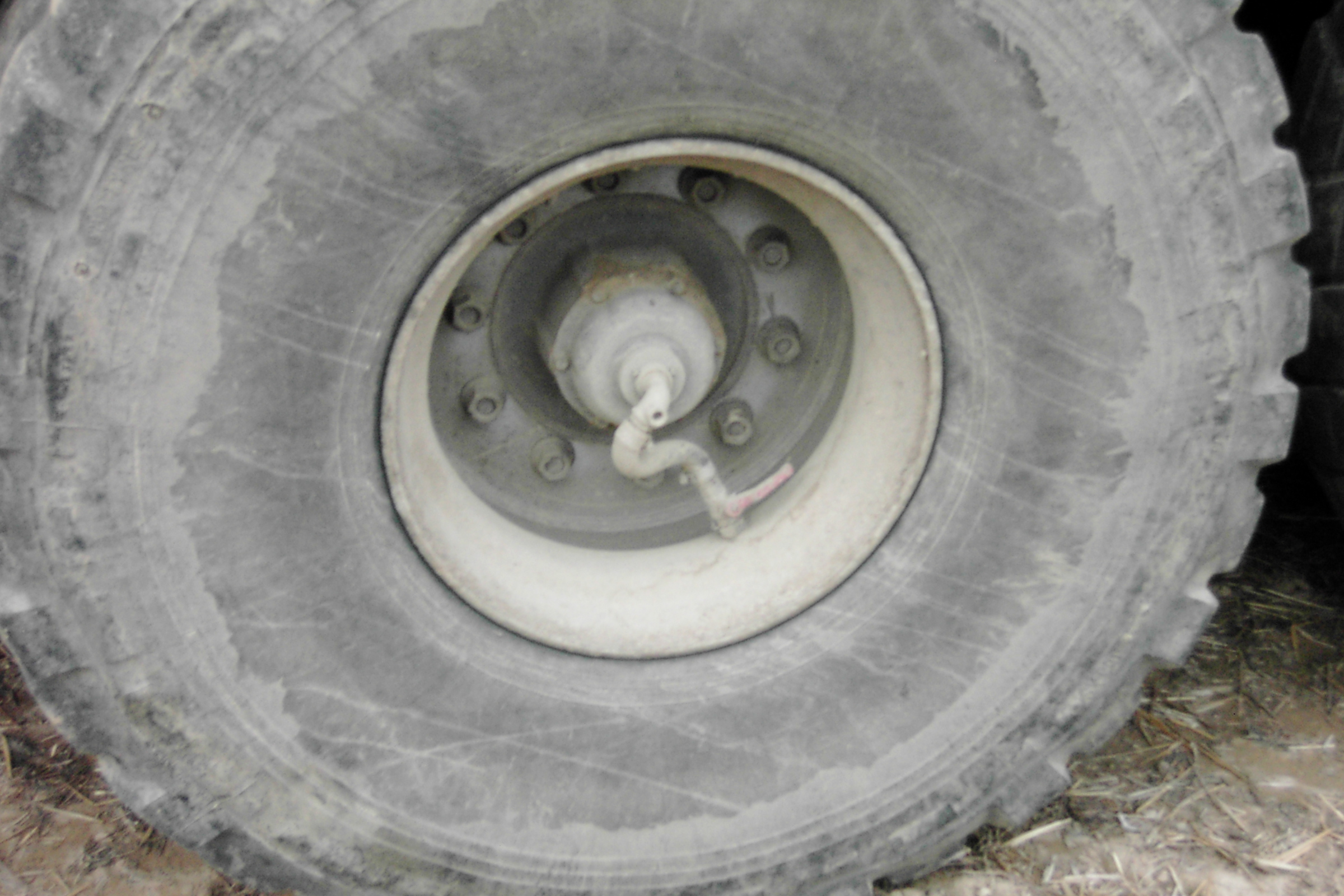
Anschluss an landwirtschaftlichem Anhänger

Eine Reifendruckregelanlage (auch Reifendruckregelsystem) dient zur Steuerung des Reifeninnendrucks bei luftbereiften Kraftfahrzeugen. Besonders häufig sind derartige Systeme in Geländefahrzeugen, beispielsweise in Militärfahrzeugen verbaut. Durch die Druckregelung kann die Traktion des Fahrzeuges im schwergängigen Gelände verbessert werden. Sie ist nicht mit einem Reifendruckkontrollsystem zu verwechseln, das lediglich die Überwachung des Reifendrucks erlaubt.

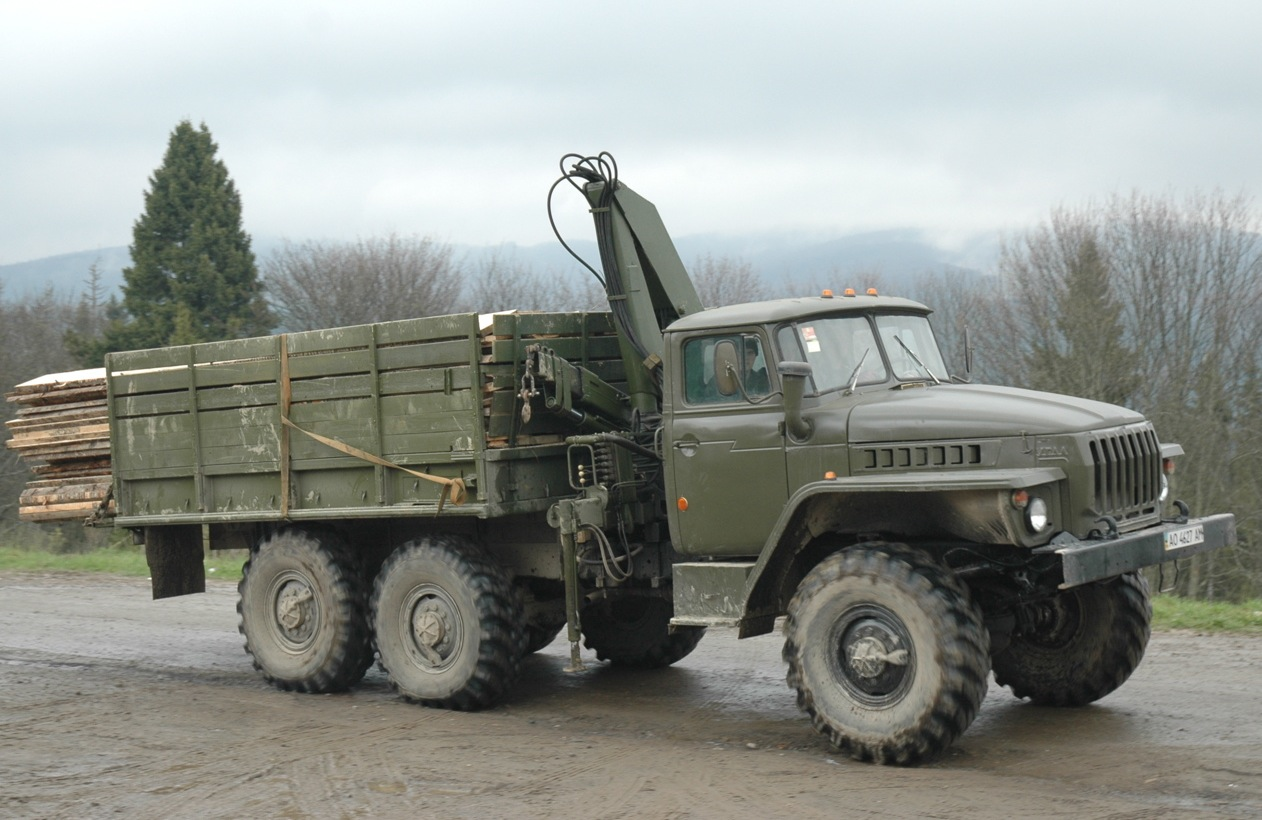
Ein Ural-4320-LKW mit Reifendruckregelanlage

So können unter anderem die meisten modernen Militär-LKW und gepanzerten Radfahrzeuge den Reifendruck vom Fahrzeuginneren aus steuern, um den Reifendruck des Fahrzeuges auch während der Fahrt dem Untergrund anzupassen und ihm somit eine bessere Geländegängigkeit und Bodenhaftung zu geben. Bekannte Beispiele sind die Tatra-LKW T 813, T 815 und Nachfolger. Auch beim US-amerikanischen Geländewagen Hummer H1 ist ein derartiges System verfügbar. Es existiert auch ein Geländefahrzeug namens Sherp mit amphibischen Fähigkeiten, welches den Reifendruck bei Bedarf mit Abgasen erhöht und die Federung ebenfalls über die Reifendruckregelanlage realisiert.

## Technik

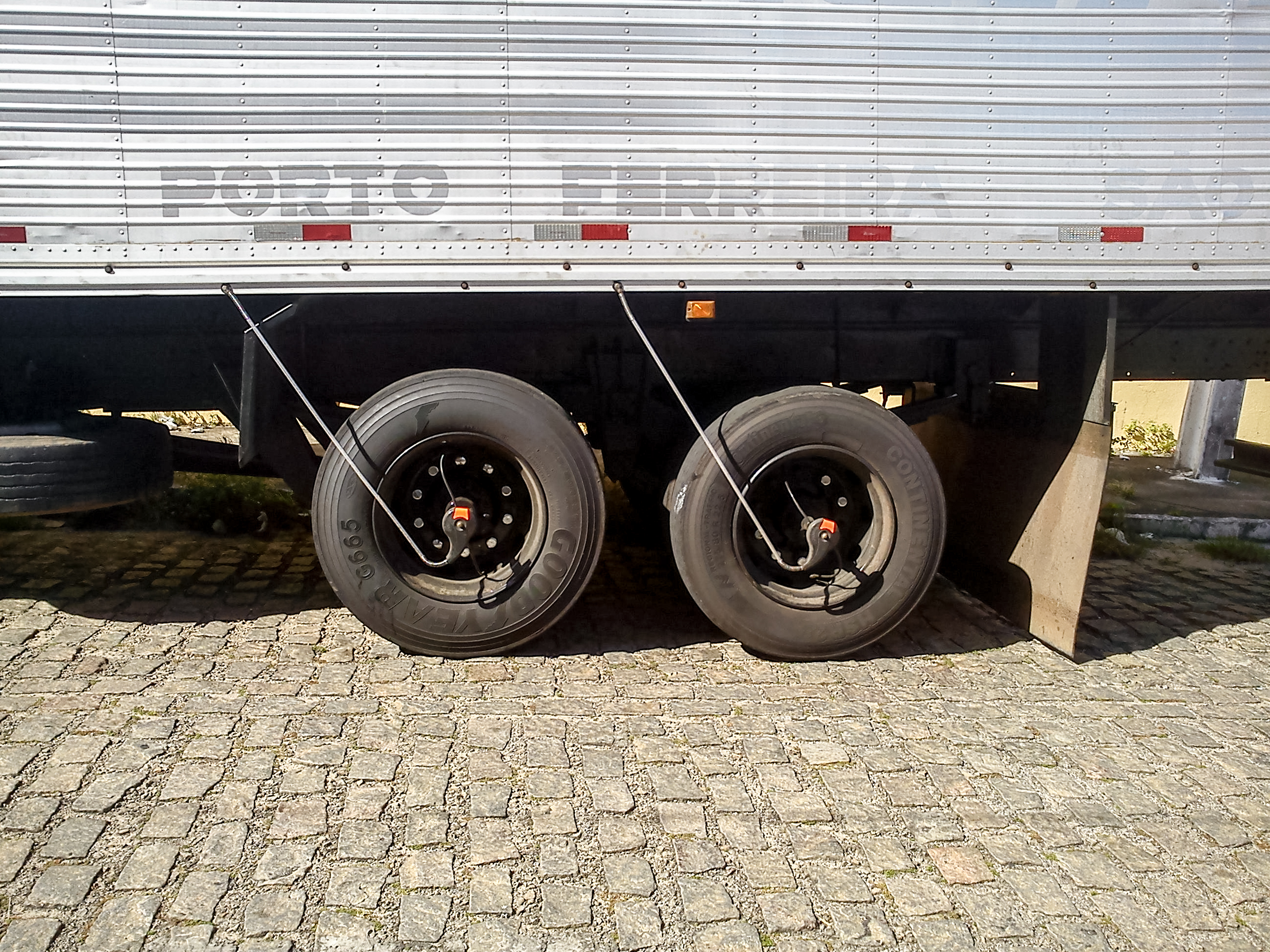
Nachrüstanlage an einem Mercedes-Benz LA

Die Zuführung der Druckluft zu dem sich drehenden Reifen erfolgt meist über eine hohle Achse bzw. Nabe. Auf der Felge wird dann die Nabe mit dem Ventil verbunden. Es gibt auch (Nachrüst-)Systeme, bei denen auf der Felge eine Drehdurchführung zum Ventil montiert wird. Die Druckluft wird dann mittels Rohr bzw. Schlauch außen vom Kotflügel zum Rad geführt.
Solche Systeme werden vor allem an Fahrzeugen verwendet, welche längere Strecken auf nichtasphaltierten Wegen zurücklegen.

## Vor- und Nachteile
In der Landwirtschaft sind häufig Erntemaschinen sowie Güllefässer mit Reifendruckregelanlagen ausgerüstet. Hier dienen sie vor allem der Reduzierung der Bodenverdichtung und damit verbunden langfristigen Schäden unter nassen Bedingungen (siehe auch: Bulldozing-Effekt).
Nachteilig ist, dass kleinere Reifenschäden nicht ohne weiteres entdeckt, sondern automatisch vom System ausgeglichen werden.